# Popping

Baile al estilo Popping

El Popping es un estilo de baile urbano perteneciente a los llamados estilos de funk (Funk Styles). Está basado en el uso de técnicas musculares y articulares al ritmo de la música, llevando a cabo pequeñas contracciones en distintas partes del body, con posturas y movimientos que contribuyen a la formación de efectos visuales.

## Origen
Se origina en la costa oeste de Estados Unidos, en la zona del Área de la Bahía de San Francisco (Bay Area), especialmente en Oakland, a principios de los años 70. Bailarines de la época realizaban el "boogaloo" que es diferente al que conocemos actualmente. Se le consideraba una forma de improvisación acompañada con música Soul y Funk. Con la evolución de la música funk, gracias a la cual se comenzaría a incorporar cajas de mayor fuerza, la danza de los bailarines especializados en el género incorporó nuevos movimientos de parada y/o robóticos, cambiando así el estilo de las coreografías. 

## Historia
Los inicios del popping se remontan a la forma de danza "boogaloo" originaria del Congo, la cual luego llegó a New Orleans a través de la colonización de América. 
La palabra "bogaloo", se refiere a una forma libre de danza, con un componente espiritual, también llamado "Getting Down". Boogaloo viene de las palabras "boogie" y "Boogie Woogie", en referencia a la música que se tocaba al piano, en torno a 1913. Una de las primeras aplicaciones del término se vincula al pianista Abie Ames que, en los años de 1940, recibió del periódico The Washington Post el apodo "boogaloo", por su particular forma de tocar.
En 1965, Abie Ames se mudó a Detroit, dónde trabajó con el dúo de R&B "Tom and Jerry-O", lo que resultó en la creación del sencillo Boo-Ga-Loo, el cual vendió alrededor de un millón de copias. A partir de este hecho, se introdujo, por primera vez, el término "boogaloo" al mainstream en Estados Unidos y así se convirtió en una nueva palabra para la comunidad de afroamericanos. Durante este período, el movimiento del Boogaloo se arraigó en la zona de Oakland. 
En sus inicios, no tenía apenas relación con lo que hoy conocemos como Popping, era simplemente bailar de forma libre y tenía relación con los bailes sociales. Cuando la música Funk cambió, incorporando cajas fuertes y, posteriormente, sintetizadores, fue que el baile que realizaban en Oakland también se transformó, incorporando movimientos mecánicos, inspirados en programas de televisión, mimos; películas y mucho más. Cabe destacar, que este tipo de movimiento corporal lleva existiendo hace siglos, en distintas culturas. 
Bailarines como Larry Brukshon, Torry Mairs, John Murphy, Chuck Powell, Steven Harris, Kearney Mayers, Randy Pendleton, Jory Walker, Donnie Wallace y grupos como "Black Messengers", "One Plus One", "The Black Resource", "Master Mimes Of The Funkiest Kid", "Granny & The Robotrons", son algunos de los pioneros en desarrollar este baile.
Para estos grupos, el boogaloo englobaba todo: pasos sociales, técnicas y grooves. Incluso incluían el Animation, inspirados en las películas hechas por Ray Harryhausen, como Sinbad el Marino, cuya primera película fue publicada en 1958. Durante esta época, los Talent Shows eran unos de los mayores canales de propagación, en que estos grupos inspiraban al resto de bailarines, y principalmente, se daban a conocer. Entre los pasos y técnicas que hacían están los siguientes: "3-D", "Floating", "Boogaloo Hops", "Puppet", "Six Million Dollar Man", "Swining The Arms", "The Slot", "Side To Side", "Tidal Wave", "Worming", entre otros. 
Este movimiento de baile empezó a expandirse por la zona del Bay Area, llegando a San Francisco, donde los bailarines locales dieron otra perspectiva a lo que estaban haciendo los de Oakland, creando lo que hoy conocemos como Struttin'. Una de las tantas similitudes con el boogaloo era el uso de rutinas, inspiradas en los desfiles militares que realizaba el ejército de Estados Unidos durante los años de 1970, por motivo de la Guerra Fría. Con base en estas rutinas, se creaba el efecto dominó.
Este movimiento empezó a extenderse por toda California, llegando a la ciudad de Fresno, donde un bailarín llamado Boogaloo Sam le dio otro enfoque y creó lo que hoy conocemos como "Electric Boogaloo Style (EB Style)". Este artista, más tarde, fundó el famoso grupo "Electric Boogaloos"; que llevó el popping a Europa y Asia. Con relación a los "Electric Boogaloos", siempre ha habido controversias, porque se les ha asignado la creación del popping, y este es un tema algo tabú. Para más ejemplos de las diferencias entre ambos estilos, visitar los apartados: "Estilos y Técnicas Relacionadas" y "Referencias". Lo que sí, está demostrado [1], es que en Oakland ya llevaban bailando este movimiento, 10 años antes de Boogaloo Sam.
El término "Popping" tiene origen desconocido. Lo único de lo que se puede sostener, es que era hablado en la zona de San José (Bay Area), a finales de 1970.
Dentro de la historia contemporánea del Popping, cabe destacar la escena Rave, que dio creación a estilos como el "Liquid Dance", "Finger Tutting" y desarrolló al Popping, con el uso de conceptos.

## Música
Se baila, mayoritariamente, con música Funk. Durante la década de 1980, muchos de los poppers también utilizaban "electro-funk" para sus rutinas de baile; debido a que las cajas de ritmos y sintetizadores eran muy populares, y las bandas funk las integraban en su música y a los poppers les parecía que daba un toque más robótico a la música.
Algunos de los artistas más populares, utilizados por los poppers son: Kraftwerk, Twighlight 22, Egyptian Lover, y Afrika Bambaataa.
Durante su evolución, el popping se ha desarrollado mucho, dentro de la escena Rave, ya que la música electrónica supuso un cambio en el movimiento del popping, generando una sensación de mayor continuidad. 
En la actualidad, también son comunes algunos géneros musicales como el g-funk, rap instrumental y determinadas canciones enfocadas, únicamente, en bailar popping y géneros relacionados con la electrónica. Cabe destacar, que el estilo en sí dota de mucha libertad musical. Es cierto que hay unos géneros se arraigan más al popping pero, realmente, se puede realizar con cualquier estilo de música.

## Estilos y técnicas relacionadas
Animation
Estilo basado en el uso de técnicas con la finalidad de crear efectos visuales. Algunas de las técnicas que se utilizan son: Shake, Slow Motion, Ticking, Vribating, Strobin, etc. También cabe destacar los personajes que se utilizan, como: T-Rex, Skeleton, Cyclops, King Kong, etc. Todos estos personajes/criaturas, películas de Stop Motion antiguas, del tipo de creador animador Ray Harryhausen, que en su carrera llegó a crear unos 70 personajes/criaturas. También es común la creación de personajes propios, ya que aporta más libertad y conceptos.
Boogaloo
Este término es el más amplio dentro del Popping, para los bailarines de la zona del "Bay Area" es lo mismo que el Popping, si hablamos de Boogaloo, dentro del EB Style, se refiere a un estilo basado en rolls.
Pop
Técnica basada en realizar una contracción muscular, creando un efecto de parada o explosivo; se usa en diferentes partes del cuerpo y tiene muchas variantes. Al ser algo muscular, cada individuo lo realiza de una manera distinta.
Electric Boogaloo Style (EB Style)
Estilo de Boogaloo, creado por Boogaloo Sam. Algunos de los básicos dentro de este estilo son: "Walk Out", "Neck or Flex", "Master Flex", "Old Man".
Dime-stop
Es una técnica que consiste en crear el efecto de parada total, creando un efecto de "parar el tiempo".
Shake
Es una técnica basada en hacer un movimiento de vaivén, balanceo rápido, generando un efecto parecido al pop. Pero, en este caso se centra en las articulaciones y no en los músculos, como el pop. El Shake, además, se puede utilizar como imitación del pop (con el resultado positivo de una pérdida de energía menor que en el pop, al no conllevar tanta tensión muscular) o imitación del dime-stop. Dicho vaivén, si se aplica durante más tiempo, se puede considerar "Animation", ya que crea uno de los efectos principales de este, el "Stop Motion".
Slow Motion
Esta técnica consiste en moverse lentamente dando la sensación de estar en una cámara lenta.
Strobing & Ticking
Este estilo consiste en dar la impresión de que el bailarín se mueve por fotogramas, como la luz estroboscópica. Se realiza un movimiento dividido en muchas paradas. En cambio el ticking es una técnica parecida que el Strobing pero el matiz es más lento, como el "tic-tac" de un reloj. Este otro tipo de Ticking ,usado en el EB Style , que usa pops cada tiempo de la música y no tiene porqué seguir un movimiento fluido ,como es común en el Ticking más tradicional.
Toyman
Este estilo consiste en moverse como un muñeco de las décadas de los 1970-80, haciendo simples ángulos de 90 grados con los brazos y cuerpo.
Tutting
Este estilo consiste en hacer líneas, creando figuras geométricas; es común el uso de las manos. En sus inicios también se le ha denominado King Tut (de Tutankamón, basado en las pinturas egipcias).
Vibrating
Esta técnica consiste en tensar fuerte los músculos, haciendo que vibren.
Waving
Esta técnica consiste en movimientos fluidos que dan la apariencia de una onda que viaja a través del cuerpo. El waving, como tal, (independiente del Popping) lleva existiendo hace siglos, hay bailes tradicionales asiáticos que imitan el movimiento del agua.